# Massa e Cozzile
Massa e Cozzile település Olaszországban, Toszkána régióban, Pistoia megyében. Lakosainak száma 7742 fő (2023. január 1.). Massa e Cozzile Buggiano, Marliana, Montecatini Terme és Pescia községekkel határos.

## Népesség
A település lakossága az elmúlt években az alábbi módon változott:
| Lakosok száma | 7976 | 7924 | 7742 |
|               | 2017 | 2018 | 2023 |